# Mario vs. Donkey Kong: Minimario alla riscossa
Mario vs. Donkey Kong: Minimario alla riscossa (Mario vs. Donkey Kong: Minis March Again!) è un videogioco pubblicato per Nintendo DS l'8 giugno 2009 in Nord America ed il 21 agosto dello stesso anno in Europa. Il gioco è disponibile solo su Nintendo DSi Shop a un costo di 800 punti, molto poco in confronto agli altri capitoli della serie.
Si tratta del seguito di Mario vs. Donkey Kong 2: La Marcia dei Minimario. Il gioco riutilizza i vecchi personaggi Mario, Peach, DK e Toad in versione giocattolo. Questo è uno dei pochi giochi per DSiWare con immagini 2D a 32 bit (semitrasparenza), per cui i contorni non sono "scalettati".

## Trama
Alla festa di riapertura del parco "Super Mini Mario World" Donkey Kong rapisce nuovamente Pauline. Mario si servirà dei Minimario per sconfiggere lo scimmione.

## Modalità di gioco
Mentre in March of the Minis il giocatore poteva controllare i Minimario, qui il giocatore manipolerà i vari oggetti affinché i giocattolini arrivino all'uscita.
Il gioco è di genere puzzle-rompicapo, per completare un livello bisogna tenere presente di nemici, trappole, interruttori, piattaforme speciali ecc.
L'interfaccia è bidimensionale touch screen, con un'alta reattività. I tasti sono usati per poche funzioni, ad esempio il D-pad nei livelli può essere usato per muovere la telecamera. Nei livelli sono presenti bonus (monete e una card) necessarie per sbloccare nuovi livelli. Alla fine di un livello si viene valutati in base al punteggio, e si ottiene una stella di bronzo, d'argento o d'oro. Quest'ultima si ottiene raccogliendo tutti i bonus nel minor tempo possibile. È anche disponibile una modalità cantiere con cui è possibile creare livelli personalizzati e inviarli.

## Differenze daMario vs. Donkey Kong 2
Vi sono delle differenze tra questa versione e il suo capitolo precedente. Le principali sono qui elencate.
- Non è possibile controllare i Minimario, ma vi è un maggior controllo sul resto degli scenari;
- I piani, e quindi i livelli, sono di meno;
- Aggiunta una modalità ospite, per giocare senza salvare. Il gioco dispone di un singolo slot di salvataggio;
- Probabilmente per problemi di spazio le sequenze video sono state sostituite con immagini in movimento;
- Le animazioni sono più fluide e curate.